# Мисник, Павел Алексеевич
Павел Алексеевич Мисник (род. 12 февраля 1943, в селе Камка Корюковского района Черниговской области — умер 26 января 2017) — советский государственный и общественный деятель, политик. Народный депутат Украины 1-го созыва. Почетный председатель совета общества «Черниговское землячество» в городе Киеве.

## Биография
Родился в крестьянской семье.
С 1959 года работал механизатором колхоза в селе Рыбинск Корюковского района Черниговской области, с 1962 по 1965 проходил службу в армии.
После возвращения из армии с 1965 по 1966 год работал слесарем на черниговском комбинате «Химволокно». В 1969 году окончил Нежинский педагогический институт, затем до 1972 года был лектором, заведующим отделом студенческой, школьной молодёжи и пионеров Черниговского обкома ЛКСМУ.
С 1972 по 1977 год работал заместителем директора, директором школы в селе Пески Черниговской области, затем был секретарём парткома, председателем колхоза.
С 1984 по 1985 год был секретарём, затем вторым секретарём Черниговского райкома КП УССР, с 1985 по 1988 занимал должность первого секретаря Новгород-Северского райкома КП УССР. С апреля 1988 по 1989 год был заведующим организационным отделом, с 1989 по 1991 год занимал должность второго секретаря Черниговского обкома КП УССР.
- 1993 — Председатель Государственного комитета по вопросам государственных секретов.
- 1999—2004 — был генеральным консулом Украины в г. Тюмень Российской Федерации.[1]

## Политическая деятельность
Член КПСС 1966—1991; депутат областного Совета.
Выдвинут кандидатом в Народные депутаты трудовыми коллективами колхозов «13-й Октябрь», «Коммунист», «Новая жизнь», совхоза «Коммунар», Новгород-Северского р-она, заводоуправление стройматериалов, райпотребсоюза, колхозов «Путь Ленина», «Рассвет», Семеновского р-она, колхоза «Заря», Корюковского р-она.
4 марта 1990 года избран Народным депутатом Украины, 1-й тур 61,83 % голосов, 2 претендента.
Входил в группы «Аграрии». Председатель подкомиссии по военным вопросам и гражданской обороны, Комиссии ВР Украины по вопросам обороны и государственной безопасности.

## Общественная деятельность
Стоял у истоков земляческого движения в независимой Украине. 22 марта 1996 был избран председателем
совета общества «Черниговское землячество» в городе Киеве. С 1999 года и по настоящее время — Почетный председатель Совета.